# Смородина кроваво-красная
Сморо́дина крова́во-кра́сная (лат. Ríbes sanguinéum) — кустарник,  вид рода Смородина семейства Крыжовниковые.

## Ареал
Естественный ареал лежит на западном побережье Северной Америки, простираясь от Британской Колумбии до Калифорнии. Как декоративное растение культивируется по всему свету.

## Ботаническое описание
Высота кустарника достигает 4 м. Побеги прямые, плотные красновато-коричневого оттенка.
Листья длиной от 2 до 8 см, 3—5-лопастные, тёмно-зелёного цвета. Нижняя сторона листовой пластики бело-войлочная. Молодые листья издают сильный аромат.
Цветки трубчатые диаметром 5—10 мм, от насыщенного красного до розового цветов, образуют поникающие соцветия в виде кистей, состоящих из нескольких (обычно двух) десятков цветков. Цветение происходит в мае.
Плоды — овальные ягоды длиной 1 см, сине-чёрного цвета покрытые сизым налётом, созревают в августе. Ягоды съедобные, но пресные.
|                        |  |  |
| Лист, цветок, соцветие |  |  |

### Разновидности
- Ribes sanguineum var. glutinosum (Benth.) Loudon
  - [syn.  Ribes glutinosum Benth. basionym]
- Ribes sanguineum var. sanguineum

## Применение
В культуре возделывается большое количество декоративных сортов различающихся разнообразной окраской цветков (от тёмно-красных до белых) и листьев (известны формы с жёлтым цветом листьев). Растение пригодно для выращивания в европейской части России на плодородных и влажных почвах, на хорошо освещенных участках.
Культивируется в садах как отдельно расположенное красивоцветущие растение, или для формирования высоких живых изгородей.
Популярные сорта: 'King Edward VII'.

## Посадки, доступные для осмотра вдендрариях

### Бирюлёвский дендрарийвг. Москве
Смородина кроваво-красная представлена на маточной площадке шестого участка.